# Molophilus (Molophilus) fenderi
Molophilus (Molophilus) fenderi is een tweevleugelige uit de familie steltmuggen (Limoniidae). De soort komt voor in het Nearctisch gebied.